# Двуцветный остроклювый певун
Двуцветный остроклювый певун (лат. Conirostrum bicolor) — вид птиц из семейства танагровых. Птицы обитают в субтропических и тропических мангров, низменных влажных лесов и (низменных) кустарниковых зарослей. Длина тела 11,5 см, масса около 10 грамм.

## Подвиды
- Conirostrum bicolor bicolor (Vieillot, 1809) — от юго-запада города Картахена восточнее по прибрежной границе, включая острова Маргарита) и Тринидад до северной и восточной Бразилии (от Амапа и устья реки Амазонки юго-восточнее до Сан-Паулу), где встречается местами, а также на прибрежных участках вдоль реки Риу-Бранку (север центральной Бразилии), где тоже локален[1];
- Conirostrum bicolor minus (Hellmayr, 1935) — на прибрежных участках с обеих сторон реки Амазонки северо-восточного Перу, юго-восточной Колумбии и Бразилии — восточнее до Порту-Велью у реки Мадейра и до реки Тапажос[1].